# Румунізація

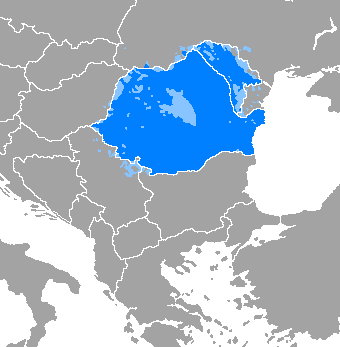
Сучасне поширення румунської мови. Темно-синій колір — мова більшості населення, блакитний — мова меншості

Румунізація — процес насаджування румунської мови та культури населенню, що належить до іншої етнокультури, з метою асиміляції.

## Румунізація українського населення

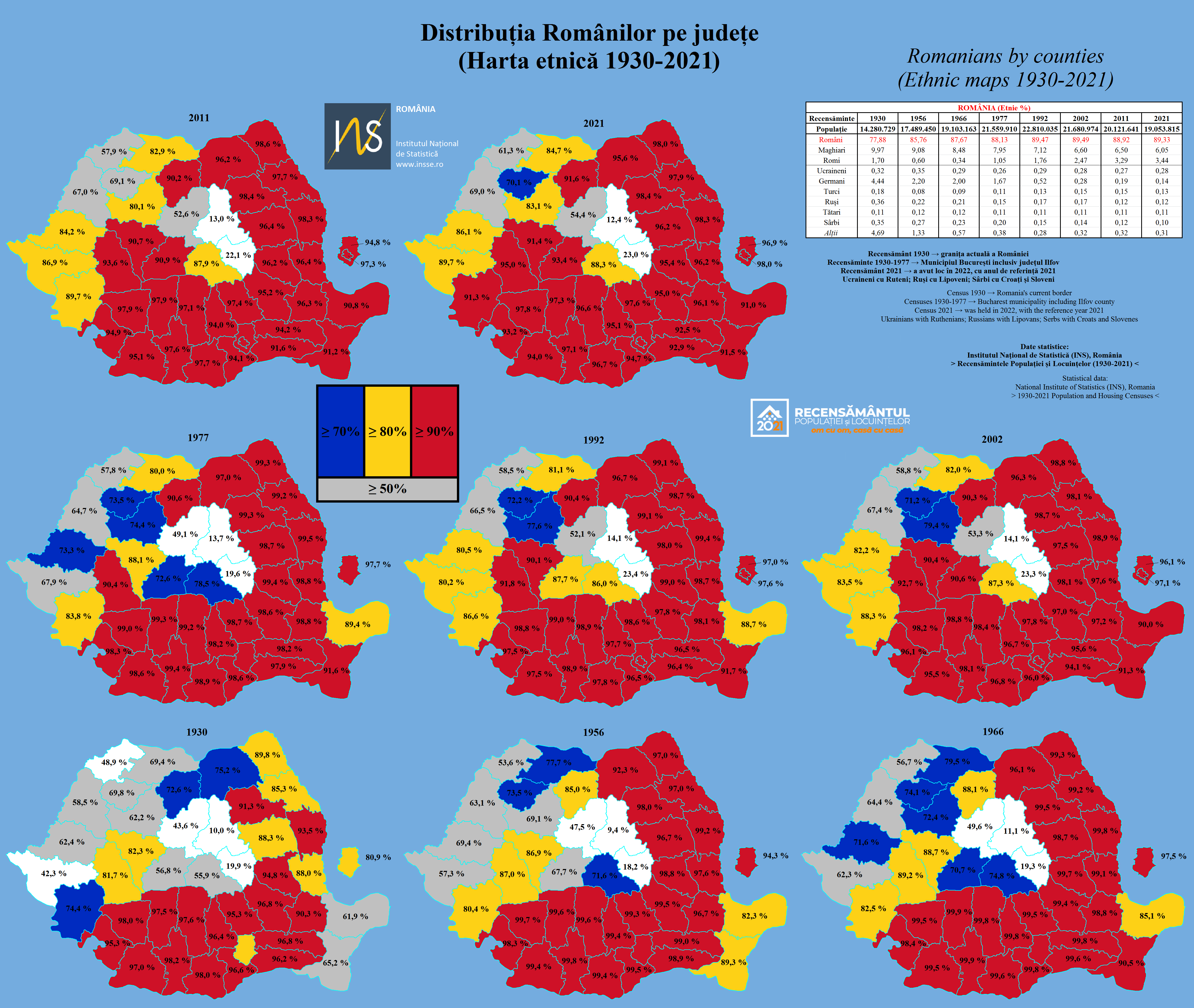
Румуни в Румунії (1930–2021)

1919 року повної румунізації зазнали 38 українських шкіл, 1920 — ще 84. Серед перших були українські гімназії в Чернівцях, Кіцмані та Вижниці, де готували національно свідомі педагогічні кадри. За ними повністю румунізували місцеві ремісничі школи, а також Чернівецький університет. Подібно до Польщі, румунська влада у 1924 р. — через п'ять років по окупації Буковини та Бессарабії з частиною сучасної Одещини — видала закон, згідно з яким усі румуни, котрі «загубили матірну мову», мають давати освіту дітям лише в румунських школах. Врахуємо, що Буковина з австрійських часів мала автономію та широку систему україномовного шкільництва. До 1927 р. усе це ліквідували. Вціліли такі крихти, як міністерське розпорядження від 31 грудня 1929 р., котрим дозволялися лише кілька годин української мови на тиждень у школах з більшістю учнів-українців. Але 1933 року скасували й це. А 9 вересня 1934 р. всіх українських вчителів, які вимагали вивчення української мови, спеціальним розпорядженням міністерства виховання Румунії звільнили з роботи «за вороже ставлення до держави й румунського народу». Українська мова так і не отримала доступу до шкіл Буковини протягом усього періоду румунської окупації.
Агресивність румунізації перевершила навіть Польщу. Для її виправдання Бухарест провів свій перепис населення на Буковині, щоб довести: румунізація проводиться на прохання місцевого населення. Зокрема, якщо за австрійським переписом 1910 року українці були найчисленнішою нацією Північної Буковини, то за румунським «переписом» 1919 року найчисленнішими виявилися вже румуни. У 1927 р. префекти окупованих повітів розіслали таємні інструкції на місця щодо порядку проведення нового перепису. Його мета залишалася старою — довести, що Північна Буковина є «історичною румунською землею», тому українській мові тут не місце. Тоді цю акцію зірвали українські депутати румунського парламенту А. Лукашевич і Ю. Лисан, виступи котрих набули значного розголосу.
У комуністичний період, аби зменшити чисельність української громади та подрібнити її, уряд Чаушеску, наприклад, офіційно запровадив у Румунії такі національності, як «гуцул», «русин», «хохол».
Упродовж 1960-80-х pp. закрили всі українські школи та ліцеї, заборонили Українську греко-католицьку церкву. Утиски під час прийому до вузів та на державні посади призвели до масової зміни українцями своєї національності, які відмовлялися від мови, змінювали прізвища. З 840 тис. українців Румунії в 1979 р. визнали свою етнічну приналежність лише 159 тис. Не дивно, що за переписом 1992 р. українське населення Румунії зменшилося ще більше — до 66 тис. (хоча за неофіційними даними його щонайменше втричі більше).
Демократичні зміни в Румунії виявили, що реалізовувати надані конституцією 1992 року національним меншинам права вже особливо немає кому. Українська громада здебільшого пасивна. Більшість місцевої молоді українського походження після навчання в педінститутах України не може, або не хоче викладати українську мову в Румунії. На виділені румунською владою в Сучавському педагогічному училищі 25 місць для дітей-українців — майбутніх викладачів рідної мови — претендувало лише вісім абітурієнтів, кілька з яких виявилися румунами. Українська громада в Румунії з часом таки може зовсім зникнути та асимілюватися.